# Hamas
Hamas là từ viết tắt cho Harakat al-Muqawama al-Islamiyya (tiếng Ả Rập: حركة المقاومة الاسلامية), có nghĩa là "Phong trào Kháng chiến Hồi giáo". Ngày 14 tháng 12 năm 1987, chỉ ít ngày sau khi cuộc nổi dậy của người Palestine chống lại Israel (còn được gọi là Intifada lần thứ nhất) bùng nổ, Phong trào Hồi giáo Sunni Vũ trang Hamas đã được thành lập với mục tiêu dài hạn là thành lập một nhà nước Hồi giáo của người Palestine trên vùng lãnh thổ được hoạch định trước năm 1948.
Khẩu hiệu của Hamas là "Allah là mục tiêu, Nhà tiên tri Muhammad là hình mẫu, Kinh Koran là hiến pháp, Thánh chiến là con đường duy nhất và được chết vì Allah là sự thể hiện lòng trung thành". Vì những lý do đó, Hamas khước từ mọi giải pháp hòa bình, không công nhận nhà nước Israel. Và để thành lập một nhà nước Palestine Hồi giáo, đối với họ, không có con đường nào khác ngoài việc tiến hành khủng bố dân thường.
Trong tiếng Ả Rập, Hamas có nghĩa là "nhiệt huyết", "lửa". Các hành động của Hamas không đi ngược lại tiêu chí này. Đánh bom liều chết là một yếu tố mà Hamas coi là vũ khí trong cuộc chiến chống lại Israel.
Người ta biết đến Hamas nhiều hơn với vai trò là một tổ chức khủng bố. Nhưng thực tế, các hoạt động của họ trong lĩnh vực xã hội cũng khá rộng rãi. Trong khi các phong trào Hồi giáo vũ trang khác như Jihad, lữ đoàn tử vì đạo Al-Aqsa ít phát triển, thì Hamas ngày càng lớn mạnh và giành được sự ủng hộ nhờ các chương trình phúc lợi xã hội lớn. Nguồn tài chính được ước đoán hàng tỷ đô la Mỹ nhờ hoạt động quyên góp này đã trang trải cho các hoạt động xã hội và qua đó, Hamas giành được uy tín lớn trong người dân Palestine.
Tháng 2 năm 2006, nằm ngoài dự đoán, Hamas đã giành chiến thắng trong cuộc bầu cử Hội đồng lập pháp Palestine. Một trong những nhà lãnh đạo của Hamas là Ismail Haniya trở thành Thủ tướng của Palestine.

## Quan điểm quốc tế về Hamas
Đối với các sử gia, các nhà chính trị học và luật gia của đa số các nước phương Tây thì Hamas là một phong trào khủng bố. Các quốc gia dưới đây xem Hamas là một tổ chức khủng bố:
| Ai Cập            | Một tòa án cấm Hamas hoạt động trên toàn nước Ai Cập. |
| Úc                | Nhánh quân sự của Hamas, đội Izz ad-Din al-Qassam, được đưa vào danh sách các tổ chức khủng bố. |
| Đức               | Toà án tối cao Đức đã phán năm 2004, Hamas là một tổ chức thống nhất, không thể tách rời các hoạt động nhân đạo với chính trị và khủng bố được. |
| Liên minh châu Âu | Hamas được liệt vào danh sách các tổ chức bị cấm, để mà chống khủng bố. |
| Israel            | Bộ ngoại giao Do Thái tuyên bố, Hamas có một hạ tầng cơ sở khủng bố ở Gaza và Bờ Tây sông Jordan, hoạch định những cuộc khủng bố tại Israel. ("Hamas maintains a terrorist infrastructure in Gaza and the West Bank, and acts to carry out terrorist attacks in the territories and Israel.") |
| Nhật Bản          | tuyên bố vào năm 2005, đóng băng tài sản của tổ chức khủng bố này. |
| Jordan            | Hamas bị cấm từ năm 1999 cho tới 2011, tuy nhiên sau đó cho đó là một lỗi lầm. |
| Canada            | Hamas bị cho là một tổ chức Hồi giáo Sunni khủng bố quá khích ("a radical Sunni Muslim terrorist organization"). |
| Vương Quốc Anh    | Đội Iz al-Din al-Qassem được liệt vào danh sách tổ chức khủng bố. |
| Hoa Kỳ            | Hamas được liệt vào danh sách tổ chức khủng bố ngoại quốc ("Foreign Terrorist Organization"). |

Một số nước không cho Hamas là một tổ chức khủng bố hoặc vẫn giữ liên lạc vì một lý do nào đó:
| Na Uy                    | Na Uy là quốc gia phương Tây đầu tiên vào năm 2007 công nhận chính phủ Palestine thống nhất giữa Hamas và Fatah. Đai diện của họ đã nhiều lần gặp gỡ đại diện của Hamas. Khi Hoa Kỳ tìm cách thuyết phục Na Uy chấm dứt sự liên lạc của họ với Hamas, ngoại trưởng Na Uy Jonas Gahr Støre đã trả lời vào năm 2006, là họ phải có chủ quyền để tự quyết định về các liên lạc với phía Hamas. |
| Nga                      | Nga không xem Hamas là một tổ chức khủng bố. Đây là nước lớn duy nhất mà đã có những cuộc nói chuyện trực tiếp với Hamas, kể từ khi đảng này đã thắng cuộc bầu cử ở Palestine. Nga bào chữa cho quan điểm này, cho là họ có thể dùng đó làm áp lực để Hamas từ bỏ bạo lực và công nhận Israel.                                                                                              |
| Thổ Nhĩ Kỳ               | Thổ cũng không xem Hamas là một tổ chức khủng bố. Thủ tướng Erdoğan cho họ là những chiến sĩ đấu tranh cho tự do, bảo vệ tổ quốc của mình. |
| Tổ chức Hợp tác Hồi giáo | Tổ chức này xem những tấn công bằng quân sự của Hamas nói chung không phải là những hành động khủng bố. Họ có 57 thành viên. |